# Spongivore
Un régime alimentaire spongivore est basé sur la consommation d'éponges. Très peu de vertébrés sont spongivores. Bon nombre d'éponges sont très toxiques pour la plupart des organismes. L'éventail des toxines étant large, les spongivores se contentent de consommer un petit nombre d'espèces d'éponge.

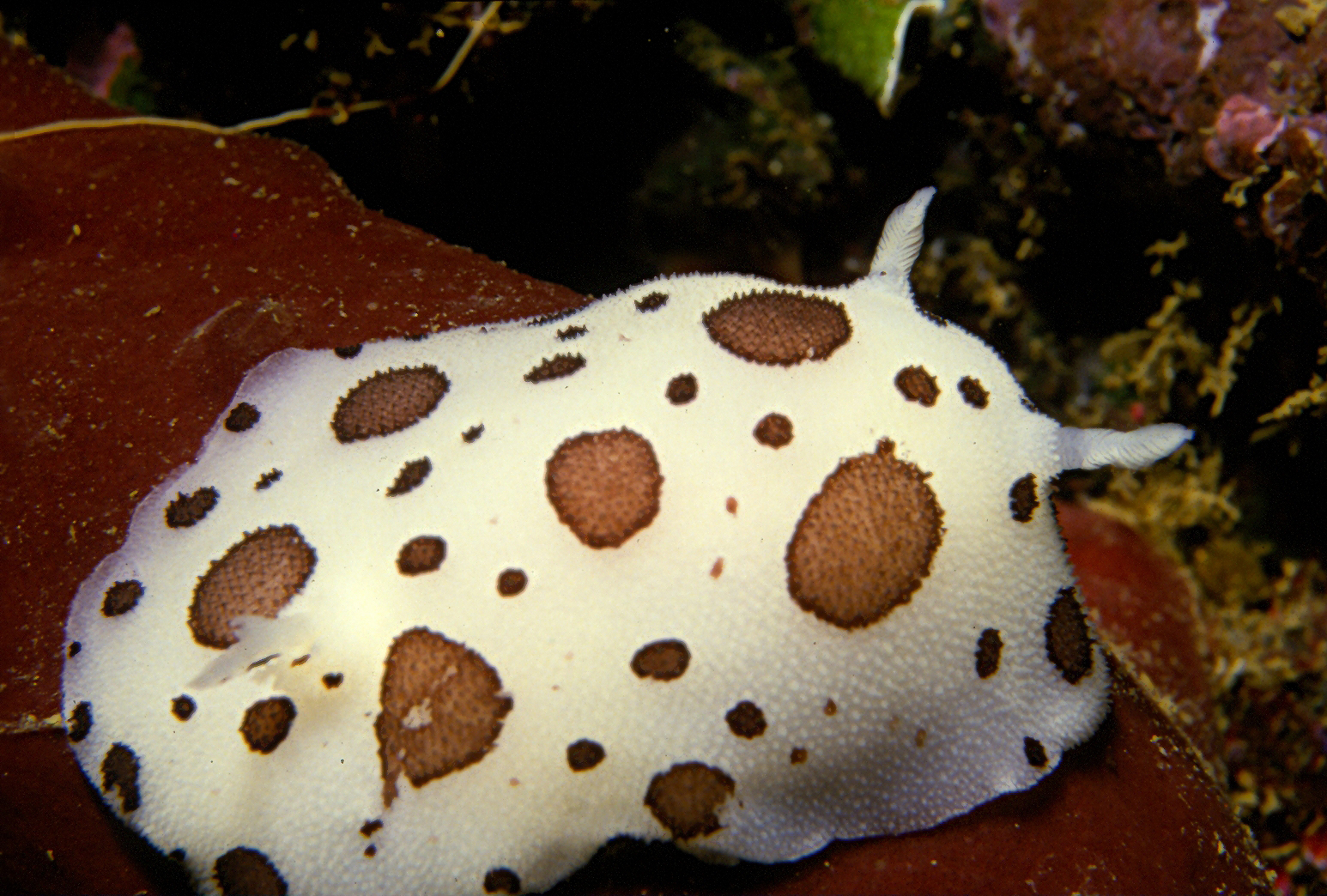
Doris dalmatien (Peltodoris atromaculata) sur une éponge pierre (Petrosia ficiformis.

La tortue imbriquée est le seul reptile spongivore connu.
Certains Nudibranches sont aussi spongivores. Le doris dalmatien (Peltodoris atromaculata) par exemple se nourrit exclusivement de l'éponge pierre (Petrosia ficiformis )